# جراهام كافاناغ
جراهام كافاناغ (بالإنجليزية: Graham Kavanagh)‏ (2 ديسمبر 1973 بدبلن في جمهورية أيرلندا - ) هو لاعب كرة قدم أيرلندي في مركز الوسط. شارك مع منتخب جمهورية أيرلندا تحت 21 سنة لكرة القدم ومنتخب جمهورية أيرلندا لكرة القدم. أما مع النوادي، فقد لعب مع ستوك سيتي وشيفيلد وينزداي وكارديف سيتي ونادي سندرلاند ونادي ميدلزبره وويغان أتلتيك ونادي كارلايل يونايتد وهوم فارم ‏ ودارلينجتون إف سى.

## وصلات خارجية
- جراهام كافاناغ على موقع قاعدة بيانات كرة القدم.إي يو (الإنجليزية)
- جراهام كافاناغ على موقع ناشيونال فوتبول تيمز (الإنجليزية)
- جراهام كافاناغ على موقع Soccerbase.com (لاعب) (الإنجليزية)
- جراهام كافاناغ على موقع Soccerway.com (الإنجليزية)
- جراهام كافاناغ على موقع عالم كرة القدم.نت (الإنجليزية)